# Manuel de Vuzi a Nóbrega
Pour les articles homonymes, voir Nobrega.
Manuel de Vuzi a Nóbrega (mort en 1715) (Ne Nzinga a Ngenge en kikongo et D. Manoel en portugais) est roi de Mbamba Lovata de 1678 à 1715 et prétendant au titre de Manikongo.

## Biographie
Manuel de Vuzi a Nóbrega est le fils de Suzana de Nóbrega et le frère du roi Daniel Ier du Kongo tué en 1678 lors du sac de sa capitale São Salvador par les troupes de Pedro III Nsimba Ntamba de Lemba. Manuel se réfugie alors dans la province de Lovata dans le sud du Soyo dont le comte était le protecteur traditionnel des Kimpanzu.
La destruction de sa capitale plonge le royaume du Kongo dans une guerre civile ou s'affronte plusieurs prétendants rivaux pendant une vingtaine d'années jusqu'aux règnes de  Jean II du Kongo et Pierre IV du Kongo, pendant ce temps Manuel de Vuzi a Nóbrega avait succèdé à son frère Daniel comme souverain du royaume Kimpanzu de Mbamba Lovata.
Du fait de son ascendance royale, la reine Ana Afonso de Leão du Kanda Kinlaza qui jouissait d'une grande autorité morale, participe activement aux négociations destinées à restaurer l'unité du royaume. En 1696, deux compétiteurs principaux sont en présence : Pierre/Pedro IV Agua Rosada  roi à Kibangu et Jean/João II du Kongo qui régnait à  Lemba-Bula. Les préférences de la reine Ana vont à son parent João II et en mars 1696, elle envoie comme ambassadeur à Lemba le Père Luc de Caltanissetta un capucin italien. Le roi João II refuse d'accepter les conditions estimées indispensables pour assurer une paix définitives et la reine Dona Ana tente alors d'appuyer la candidature d'un autre de ses parents du Kanda Kinlaza; D. António de Leão Mapnzu Kinvangi fils de l'éphémère roi Alvare VII du Kongo Toutefois elle se déclare finalement favorable au roi de Kibangu, Pierre IV. Grâce à son autorité, les principaux chefs du pays jurèrent fidélité à ce roi qui est nommé roi à São Salvador le 2 août 1696
Le couronnement du nouveau souverain est prévue pour le Samedi saint 1702 mais le dimanche des Rameaux 8 avril 1702 Manuel de Vuzi a Nóbrega, attaque sans succès Mbamba, la capitale du duc Pedro Valle de Lagrimas, une neveu de la reine Dona Ana. Bien qu'il n'ait pas réussi à vaincre son ennemi il s'autoproclame néanmoins duc de Mbamba et édifie une nouvelle capitale nommée Kindezi. La reine Dona Ana sollicitée par son neveu, rassemble une armée de 20.000 soldats auprès de son autre neveu Daniel duc de Mpemba, du roi élu Pierre IV du Kongo, et d'Antonio III Baretto da Silva de Castro le comte de Soyo. Un statu quo est finalement négocié par la reine et le comte de Soyo et Pierre IV est couronné en 1706. Manuel de Vuzi a Nóbrega conserve une partie de ses conquêtes mais se rapproche du Mouvement antonianiste
En 1714 Pedro Valle de Lagrimas entreprend une campagne dévastatrice contre son vieux rival qui est battu et décapité l'année suivant. Mbamba est divisé en deux parties le Grand Mbamba qui demeure généralement fidèle aux successeurs de Dona Ana qui règnent à Nkondo et Mbamba Luvota qui reste le cœur de la puissance des Kimpanzu et qui reconnait les descendants de Suzana de Nóbrega.

## Sources
- (pt) Fernando Campos « O rei D. Pedro IV Ne Nsamu a Mbemba. A unidade do Congo », dans Africa. Revista do centro de Estudos Africanos, USP S. Paulo 18-19 (1)  1995/1996 p. 159-199  & USP S. Paulo 20-21 1997/1998 p. 305-375.
- (pt) Fernando Campos, « O rei D. Pedro IV Ne Nsamu a Mbemba. A unidade do Congo », Africa. Revista do centro de Estudos Africanos, USP S. Paulo, nos 20-21,‎ 1997/1998. article consulté le 2 juillet 2018
- (en) John Kelly Thornton, The Kongolese Saint Anthony : Dona Beatriz Kimpa Vita and the Antonian Movement, 1684–1706, Cambridge University Press, 1998, 228 p. (ISBN 9-780521-596497), p. 79,94-98,100,106,148,194-195,201-202,207